# Zara Dolukhanova
Zara Dolukhanova (en arménien : Զարուհի Դոլուխանյան ; Moscou, 15 mars 1918 - 4 décembre 2007) est une mezzo-soprano et professeure de musique russo-arménienne.

## Biographie
Née Zara Makarian, elle se marie avec le compositeur Alexandre Dolukhanian (1910-1968) dont elle portera le nom de famille (Dolukhanova est une forme russifiée de Dolukhanian).
En 1939, Zara Dolukhanova entame une carrière à l'Opéra d'Erevan. Délaissant la scène, elle devient, en 1944, soliste de la radio et de la télévision de l'Union soviétique (Gosteleradio), depuis 1959, de la Philharmonie de Moscou. En 1957, elle sort diplômée de l'Académie russe de musique Gnessine où elle enseigne depuis 1972, (nommée  professeur  en 1983, en 1980-1985 - chef du département de chant). Elle remporte le prix Robert-Schumann en 1975.
Zara Dolukhanova est inhumée au Cimetière arménien de Moscou.

## Distinctions
- ordre du Mérite pour la Patrie de 4e classe (2003)
- artiste du peuple de l'URSS (1990)
- prix Lénine (1966)
- prix Staline (1951), pour une série de concerts